# معبد ساننو
معبد ساننو (به ژاپنی: 山王神社, Sannō Jinja; literally Mountain king shrine)، واقع در حدود ۸۰۰ متری جنوب شرقی هیپومرکز بمب اتمی (کانون زمین‌لرزه) در ناگاساکی، به دلیل سنگ‌های یک‌پایه‌اش (توری‌ئی) در ورودی حرم مورد توجه است.

## توری‌ئی
معروف‌ترین طاق معروف (به ژاپنی: توری‌ئی تک‌پایه یا طاق تک‌پایه، 一本柱鳥居) حاصل انفجار بمب اتمی در ۹ اوت ۱۹۴۵ بود.
مرکز نیروی مخرب بمب تقریباً ۸۰۰ متر از معبد فاصله داشت.
یکی از ستون‌های نگهدارنده فرو ریخت؛ اما ستون دیگر به نحوی پابرجا ماند و دروازه را سرپا نگه داشت، اما عملاً آن را به دو نیم کرد. نیروی موج ضربه، توری‌ئی را حدود ۳۰ درجه روی پایه‌اش چرخاند. قسمت مرکزی معبد درست پشت سر عکاس تصویر در سمت راست قرار دارد.